# Havlíčkův Brod
Havlíčkův Brod é uma cidade checa localizada na região de Vysočina, distrito de Havlíčkův Brod.